# Гидроксипропилметилцеллюлоза
Оксипропилметилцеллюлоза, или гидроксипропилметилцеллюлоза (ГПМЦ) — смешанный эфир на основе метилцеллюлозы, содержащий в элементарном звене макромолекулы целлюлозы наряду с метоксильными гидроксипропильные группы. В нормальных условиях — твёрдое вещество (порошок).

## Получение
Гидроксипропилметилцеллюлозу (ГПМЦ) получают обработкой щелочной целлюлозы оксидом пропилена и метилхлоридом при 40-60 °С. Продукт представляет собой белое или слегка желтоватое порошкообразное или гранулированное вещество без запаха и вкуса; может иметь волокнистую форму. Характеризуется содержанием метоксильных и гидроксипропильных групп в элементарном звене, степенью замещения, а также вязкостью раствора. Наибольшее значение имеют водорастворимые продукты, содержащие 26-33 % (СЗ 1,4-1,7) метоксильных и 4-12 % (СЗ 0,10-0,28) гидроксипропильных групп.

## Свойства
Основные физико-химические свойства эфира: плотность 1290—1310 кг/м³; насыпная плотность 283—499 кг/м³; температура плавления 240—260 °С; температура обугливания 300—305 °С; температура желатинизации водных растворов 65-90 °С.
ГПМЦ растворима в уксусной кислоте, смесях метанола и метиленхлорида, метанола и воды.

## Применение
Из ГПМЦ получают (поливом, экструзией) прозрачные плёнки, которые могут стать нерастворимыми при добавлении в композицию перед переработкой многоосновных кислот (например, лимонной), глиоксаля, карбамидо-формальдегидных, меламино-формальдегидных и эпоксидных смол.